# Tropidophorus brookei
Espèce
Synonymes
- Norbea brookei Gray, 1845

Tropidophorus brookei est une espèce de sauriens de la famille des Scincidae.

## Répartition
Cette espèce est endémique de Bornéo. Elle se rencontre au Kalimantan en Indonésie et dans les États du Sabah et du Sarawak en Malaisie orientale.

## Étymologie
Cette espèce est nommée en l'honneur de James Brooke (1803–1868).

## Publication originale
- Gray, 1845 : Catalogue of the specimens of lizards in the collection of the British Museum, p. 1-289 (texte intégral).